# Ács Kató
Ács Kató, született Ascher, írói álneve: Körmendi Márta (Budapest, 1917. szeptember 9. – Budapest, 1989. december 7.) magyar író, szerkesztő.

## Élete
1936-ban jelentek meg első írásai – Körmendi Márta álnéven – Kassák Lajos Munka című folyóiratában. 1937-ben első helyezést ért el egy nemzetközi mesepályázaton. Meséit a Népszava, a Nőmunkás, a Gyermekbarát közölte. Kis jeleneteket is írt, melyek közül egy a L'Humanité című francia napilapban is megjelent. 1945 és 1948 között a Szociáldemokrata Párt kultúrosztályán dolgozott. 1948-1949-ben a Magyar Rádió Külügyi Osztályának munkatársa volt. 1949-ben első díjat nyert a Kultuszminisztérium bábjáték pályázatán Egérút című írásával. A darabot színre vitték és bemutatták a mai Bábszínház elődjében, a Mesebarlangban. 1950-től 1977-ig a Magyar Rádió munkatársa volt, a Miska bácsi levelesládája című műsort szerkesztette. 1950-ben első díjat nyert a Kőbányai gyerekek című ifjúsági regényével a SZOT József Attila pályázatán. Az 1848–49-es forradalom és szabadságharc centenáriumán Major Ervinnel együtt készített ifjúsági darabokat és állított össze anyagot gyermekműsorokhoz. Mintegy ötven ifjúsági hangjátékot írt. Meséi jelentek meg a Mesélő kert (1972) és a Csupa új mese (1974) címet viselő mesegyűjteményekben. Mártonka vasárnapja (Egy faramuci nap története) című játékát bemutatta a Győri Kisfaludy Színház.

## Családja
Édesapja Ascher István (1874–1938) miniszteri számellenőr, majd a Közalkalmazottak Országos Szövetségének egyik megalapítója és elnöke, továbbá a Gyermekbarátok Egyesületének titkára volt. Édesanyja Körmendi Frim Aranka (1878–1951), Frim Jakab (1852–1919) gyógypedagógus és Goldreich Anna lánya. Testvére Ákos László író, lapszerkesztő. Nagybátyja Körmendi-Frim Jenő festőművész. Apai nagyszülei Ascher Antal (1848–1903) kályhagyáros és Beck Katalin (1849–1902).
Férje Kertész László (1915–2004) hegedűművész és rendező.

## Emlékezete
Emlékére 1994-ben létrehozták az Ács Kató Irodalmi Alapítványt. melynek célja az írónő szellemi örökségének ápolása, illetve iskolás korú gyermekek irodalmi és rajzkészségének feltárása, ápolása és fejlesztése.

## Művei
- Mit meséljünk ma? Összeállította: J. Ács Kató néven Pápa Rellivel. (Bp., 1945)
- Az élő szoba meséi (Bp., 1946)
- Népek hajnalcsillaga (Újpest, 1948)
- Márciusi ifjúság (gyermekműsor, színművek, Újpest, 1948)
- Kőbányai gyerekek (ifjúsági regény. Róna Emy rajzaival. (Bp., 1950)
- Vadrózsa vagy galagonya (ifjúsági regény, Bp., 1951)
- Győztek a Barót-fiúk (ifjúsági regény, Bp., 1952)
- Petruska vasárnapja (mese, Bábszínpad. Bp., 1955)
- Mese a világszép hóemberről. (mesekönyv. Bp., 1959)
- Jutka és a bábszínház (elbeszélés, Bp., 1960)
- Szervusztok hajnalkák (mesék, Bp., 1960)
- Tóbi, a kisautó (gyermekregény, Bp., 1965)
- Orbán és Petronelka (gyermekregény, Bp. 1968)
- Bendegúz, a kölyöktigris és más történetek (Bp., 1974)

## Díjai, elismerései
- Szocialista Kultúráért (1977)[6]